# HD 182475
HD 182475，又名BD-05 4964，SAO 143373、HR 7366，是一颗恒星，视星等为6.52，位于銀經32.38，銀緯-9.69，其B1900.0坐标为赤經19h 19m 43s，赤緯-5° -9.69′ 50″。